# Чемпіонат світу із шахів серед жінок 2025
Чемпіонат світу із шахів серед жінок 2025 — матч між діючою чемпіонкою Цзюй Веньцзюнь та Тань Чжун'ї, яка здобула перемогу у турнірі претенденток 2024 року. Обидві шахістки раніше зустрічалися у матчі на першість світу у травні 2018 року, де Цзюй Веньцзюнь перемогла тодішню чемпіонку Тань Чжун'ї з рахунком 5½–4½, здобувши титул.
Матч відбувався з 1 по 16 квітня 2025 року. Було зіграно 9 партій: перші шість відбулися у Шанхаї з 1 по 10 квітня, а наступні три партії в Чунціні з 11 по 16 квітня. Локації матчу обрані відповідно до рідних міст учасниць, продовжуючи традицію трьох попередніх чемпіонатів. Цзюй Веньцзюнь достроково виграла матч набравши 6½ очок.

## Турнір претенденток
Тань Чжун'ї кваліфікувалася на матч за звання чемпіонки світу, вигравши турнір претенденток 2024 року, який проходив за двоколовою системою за участі восьми учасниць. Турнір відбувся в Торонто (Канада) з 3 по 22 квітня 2024 року.

## Регламент
Шахістка, яка набере 6½ очок або більше, виграє матч на першість світу із шахів серед жінок 2025 року.
Контроль часу: 90 хвилин на перші 40 ходів, потім 30 хвилин до кінця партії, з додаванням 30 секунд на кожен хід, починаючи з першого.
Тай-брейк: якщо рахунок рівний після основних дванадцяти партій, додатково граються чотири партії з контролем часу 15 хвилин + 10 секунд на кожний хід, починаючи з першого ходу.
Якщо після цих партій рахунок все ще рівний, проводяться дві партії з контролем часу 10 хвилин + 5 секунд на кожний хід, починаючи з першого ходу.
Якщо рахунок все ще рівний, проводиться одна партія з контролем часу 3 хвилини для кожного гравця + 2 секунди на кожний хід, починаючи з першого ходу, у разі нічиєї проводиться ще одна партія з контролем часу 3 хвилини для кожного гравця + 2 секунди на кожний хід, починаючи з першого ходу, при цьому кольори фігур змінюються. Якщо і ця партія завершиться внічию, партія з контролем часу 3 хвилини для кожного гравця + 2 секунди на кожний хід, починаючи з першого ходу, повторюється, доки не буде зіграно партію з вирішальним результатом.
На початку кожного етапу тай-брейку проводиться жеребкування кольору фігур.

## Розклад матчу
| Місто  | Дата                 | Подія                                  |
| ------ | -------------------- | -------------------------------------- |
| Шанхай | 1 квітня (вівторок)  | Прибуття до Шанхая                     |
| Шанхай | 2 квітня (середа)    | Церемонія відкриття та технічна нарада |
| Шанхай | 3 квітня (четвер)    | Партія 1                               |
| Шанхай | 4 квітня (п'ятниця)  | Партія 2                               |
| Шанхай | 5 квітня (субота)    | Вихідний день                          |
| Шанхай | 6 квітня (неділя)    | Партія 3                               |
| Шанхай | 7 квітня (понеділок) | Партія 4                               |
| Шанхай | 8 квітня (вівторок)  | Вихідний день                          |
| Шанхай | 9 квітня (середа)    | Партія 5                               |
| Шанхай | 10 квітня (четвер)   | Партія 6                               |
| Шанхай | 11 квітня (п'ятниця) | Переїзд до Чунціна                     |

| Місто  | Дата                  | Подія                                             |
| ------ | --------------------- | ------------------------------------------------- |
| Чунцін | 12 квітня (субота)    | Церемонія відкриття та технічна нарада            |
| Чунцін | 13 квітня (неділя)    | Партія 7                                          |
| Чунцін | 14 квітня (понеділок) | Партія 8                                          |
| Чунцін | 15 квітня (вівторок)  | Вихідний день                                     |
| Чунцін | 16 квітня (середа)    | Партія 9                                          |
| Чунцін | 17 квітня (четвер)    | Партія 10                                         |
| Чунцін | 18 квітня (п'ятниця)  | Вихідний день                                     |
| Чунцін | 19 квітня (субота)    | Партія 11                                         |
| Чунцін | 20 квітня (неділя)    | Партія 12                                         |
| Чунцін | 21 квітня (понеділок) | Тай-брейк (якщо необхідно) або церемонія закриття |
| Чунцін | 22 квітня (вівторок)  | Церемонія закриття (якщо був тай-брейк)           |

## Таблиця матчу
| №                                                             | Учасниця                                                      | Рейтинг                                                       | 1           | 2           | 3           | 4           | 5             | 6             | 7             | 8             | 9             |  | + | − | = | Очки |
| ------------------------------------------------------------- | ------------------------------------------------------------- | ------------------------------------------------------------- | ----------- | ----------- | ----------- | ----------- | ------------- | ------------- | ------------- | ------------- | ------------- |  | - | - | - | ---- |
| 1                                                             | Цзюй Веньцзюнь                                                | 2561                                                          | ½           | 0           | 1           | ½           | 1             | 1             | 1             | 1             | ½             |  | 5 | 1 | 3 | 6½   |
| 2                                                             | Тань Чжун'ї                                                   | 2555                                                          | ½           | 1           | 0           | ½           | 0             | 0             | 0             | 0             | ½             |  | 1 | 5 | 3 | 2½   |
| ECO                                                           | ECO                                                           | ECO                                                           | B40         | A29         | B40         | A13         | B42           | A15           | B30           | C28           | B30           |  |   |   |   |      |
| Посилання на партії (chess.com) Огляд партій на chessbase.com | Посилання на партії (chess.com) Огляд партій на chessbase.com | Посилання на партії (chess.com) Огляд партій на chessbase.com | [ 2 ] [ 3 ] | [ 4 ] [ 5 ] | [ 6 ] [ 7 ] | [ 8 ] [ 9 ] | [ 10 ] [ 11 ] | [ 12 ] [ 13 ] | [ 14 ] [ 15 ] | [ 16 ] [ 17 ] | [ 18 ] [ 19 ] |  |   |   |   |      |

| Легенда таблиці | Легенда таблиці        | Легенда таблиці | Легенда таблиці         | Легенда таблиці | Легенда таблиці | Легенда таблиці | Легенда таблиці | Легенда таблиці | Легенда таблиці |
| --------------- | ---------------------- | --------------- | ----------------------- | --------------- | --------------- | --------------- | --------------- | --------------- | --------------- |
|                 | Партія білими фігурами |                 | Партія чорними фігурами | 1               | перемога        | ½               | нічия           | 0               | поразка         |